# DN170707 01
DN170707_01 est un petit corps du système solaire, plus précisément un météoroïde qui a produit un bolide rasant en traversant l'atmosphère terrestre le 7 juillet 2017 avant de repartir dans l'espace. Les données montrent que ce météoroïde devait mesurer environ 30 centimètres et avoir une masse d'au moins 60 kilogrammes avant son entrée dans l'atmosphère.
Cet épisode a radicalement modifié l'orbite du météoroïde. Il était auparavant sur une orbite de type Apollon et aréocroiseur, avec un périhélie approximativement au niveau de l'orbite de la Terre et un aphélie dans la ceinture principale d'astéroïdes; la nouvelle orbite est typique d'une comète de la famille de Jupiter, allant approximativement de l'orbite de la Terre au périhélie à l'orbite de Jupiter à l'aphélie.